# Sáfrány Vilmos
Sáfrány Vilmos, névváltozat: Sáfrán (Karcag, 1874. december 22. – Budapest, 1940. augusztus 10.) színész.

## Pályafutása
Sáfrány Adolf kántor és Singer Rozália fiaként született. Színész lett 1896-ban, Szalkai Lajosnál. 1899 és 1902 között, valamint 1903–04-ben Pécsett, 1904–05-ben Temesvárott, majd 1905 és 1907 között Pozsonyban szerepelt. 1907-től a Magyar és a Király Színház tagja volt. 1910-ben Krecsányi Ignác társulatának tagja lett. Itt egy alkalommal oly bravúrosan énekelte el a »Cár és ács« c. opera Ivanov szerepét, hogy azonnal »kivették« a kórusból, ahol eddig működött  és szereplő színésszé léptették elő. Ezután Pozsonyba kapott szerződést, Andorffy Péterhez, vele volt Fiuméban és Kaposvárott, azután Beöthy László a Király Színház együttesébe szerződtette, ahol 10 éven át mindenféle szerepet játszott. Az első világháború idején négy évig katona volt. 1918-tól 1921-ig az Apolló Kabaré, 1924-ig pedig a Royal Orfeum tagja volt. Ezután egyházi karénekes lett. A budapesti Szent János Kórházban hunyt el, halálát májzsugorodás okozta. Felesége Weisz Fáni (a közéletben Flóra) volt, akivel 1906. november 4-én kötött házasságot Kaposvárott.

## Fontosabb színházi szerepei
- Dürenstein (Szirmai A.: Táncos huszárok)
- Sigismund (O. Straus: Varázskeringő)

## Filmszerepei
- Házasodik az uram (1913) törvényszéki díjnok
- Jönnek az oroszok (1914) Dr. Takács ügyvéd
- Pardon, tévedtem! (1915) lengyel nemes[6]